# 히나데촌
히나데촌(日撫村)은 일본 시가현 사카타군에 설치되었던 촌이다. 현재의 마이바라시의 서부에 해당한다.